# Тилатоба (Мисисипи)
Тилатоба (енгл. Tillatoba) град је у америчкој савезној држави Мисисипи.

## Демографија
По попису из 2010. године број становника је 91, што је 30 (-24,8%) становника мање него 2000. године.
| Група             | 2000.      | 2010.      |
| Белци             | 95 (78,5%) | 82 (90,1%) |
| Афроамериканци    | 26 (21,5%) | 4 (4,4%)   |
| Азијати           | 0 (0,0%)   | 0 (0,0%)   |
| Хиспаноамериканци | 0 (0,0%)   | 3 (3,3%)   |
| Укупно            | 121        | 91         |